# 台湾狼毒
台湾狼毒（学名：Stellera formosana），又名矮瑞香，为瑞香科狼毒属下的一种小型灌木。其种加词“formosana”意为“台湾的”。